# Клане
Кланѐто (ко̀ленето, зако̀лването) е начин за умъртвяване.
Извършва се чрез прерязване на основните кръвоносни съдове в областта на врата – обикновено югуларните вени и сънните артерии. Смъртта настъпва след около 10 – 15 минути и практически се дължи на задушаване, причинено от бързия и обилен кръвоизлив.
В миналото клането е било основният начин за убиване на противниковите войници по време на война и широко прилаган начин за изпълнение на смъртни присъди – чрез обезглавяване с меч, топор, гилотина и други.

## Клане на животни
Клането е начин за умъртвяване на животни с цел добив на месо и кожа. Това се отнася на първо място до домашни животни и има промишлени технологии за обработка на получените продукти, които след това се употребяват като храна, изходни суровини за други продукти и др.

## Масово убийство
В широк смисъл думата клане неофициално се използва като синоним на масово убийство на невинни хора. Метафората „клане“ се използва например, когато са избити стотици, дори хиляди души (в случая 1500), но също и за по-малък брой жертви като например за убийствата на остров Ютьоя.
Думата „клане“ в исторически смисъл се отнася за избиване и осакатяване на гражданско население или пленници поради неговата народностна принадлежност, вяра или обществена система.
По съвременни критерии това е военно престъпление и престъпление срещу човечеството. По-сериозното престъпление, според международното право, е геноцидът.
Известни масови убийства
- Баташко клане
- Бабин Яр
- Виницка трагедия
- Катинско клане
- Вартоломеева нощ
- Мюнхенско клане
- Нощ на дългите ножове